# Karl Wilhelm Hausser
Karl Wilhelm Hausser (* 2. März 1887 in Mannheim; † 4. Juni 1933 in Heidelberg) war ein deutscher Physiker.

## Leben
Karl Wilhelm Hausser ging nach dem Abitur nach München, um an der Ludwig-Maximilians-Universität München zwei Semester Mathematik, Chemie und Philosophie zu studieren. Er wechselte 1909 als Doktorand an die Ruprecht-Karls-Universität Heidelberg zu Philipp Lenard, der 1905 den Nobelpreis für Physik erhielt. Er hatte 1907 das physikalische Institut übernommen und 1909 das radiologische Institut gegründet. Haussers Aufgabe war, das Abklingen bestimmter Phosphoreszenzbanden mit dem Okular-Photometer zu untersuchen. 1913 promovierte Hausser mit der Arbeit Photometrische Bestimmungen an Phosphoreszenzbanden, wobei es ihm gelang, zwei so starke Photometrieanordnungen zu entwickeln, die es ermöglichten, das Abklingen von Phosphoreszenzen über mehrere Stunden zu verfolgen. Nach der Promotion ging Hausser auf Empfehlung von Lenard zu Friedrich Krüger nach Danzig. Beim Kriegsausbruch meldete sich Hausser als Freiwilliger und wurde in Baden zur Infanterie eingezogen. Krüger holte ihn aber zu Beginn des Jahres 1915 wieder nach Danzig, da er Hilfe bei der Organisation des militärischen Röntgenwesens bedurfte, das ihm übertragen worden war. Auf einer Reise steckte sich Hausser mit Diphtherie an und musste monatelang behandelt werden. Die starken Medikamente erzeugten bei ihm Lähmungserscheinungen, die erst allmählich wieder abklangen. Nach seiner Genesung leitete er die Röntgenstation zuerst in Danzig und dann in Berlin, wo ihn sein Danziger Freund Hans Rukop zu Telefunken holte. Rukops Aufgabe war es, die Fabrikation von Vakuumröhren den Kriegserfordernissen anzupassen. Hausser wurde hier aufgrund seiner Arbeit in den physikalischen Fabrikvorstand berufen. Nach Ende des Krieges kehrte er nicht an die Universität zurück, sondern blieb in Berlin, und heiratete im Jahre 1918 die promovierte Physikerin Isolde Ganswindt. Hausser leitete das Institut für Physik am Kaiser-Wilhelm-Institut für medizinische Forschung und war Honorarprofessor an der Universität Heidelberg. Er war Mitglied der Heidelberger Akademie der Wissenschaften und der Deutschen Physikalischen Gesellschaft.